# Wireshark
O Wireshark (anteriormente conhecido como Ethereal) é um programa que analisa o tráfego de rede, e o organiza por protocolos. As funcionalidades do Wireshark são parecidas com o tcpdump mas com uma interface gráfica, com mais informação e com a possibilidade da utilização de filtros. 
Através dessa aplicação é possível controlar o tráfego de uma rede e monitorar a entrada e saída de dados do computador, em diferentes protocolos, ou da rede à qual o computador está ligado.
Também é possível controlar o tráfego de um determinado dispositivo de rede numa máquina que pode ter um ou mais desses dispositivos. Se você estiver a rede local, com micros ligados através de um hub ou switch, outro usuário pode usar o Wireshark para capturar todas as suas transmissões.

## História
No final de 1990, Gerald Combs, um pós-graduado de ciência da computação da Universidade de Missouri-Kansas City, estava trabalhando para um pequeno provedor de serviços de Internet. Os produtos de análise de protocolo comerciais naquele momento custavam cerca de 1500 dólares e não funcionavam nas plataformas primárias da empresa (Solaris e Linux), portanto Gerald começou a escrever Ethereal e lançou a primeira versão por volta de 1998. A marca Ethereal é propriedade da Network Integration Services.
Em maio de 2006, Combs aceitou um trabalho com a CACE Technologies. Como Combs ainda detinha direitos de autor sobre a maior parte do código fonte da Ethereal (e o resto foi redistribuído sob a licença GNU GPL), ele usou o conteúdo do repositório Subversion do Ethereal como base para o repositório Wireshark - nome que passou a ser usado por este não deter a marca registada Ethereal. Em 2010, a Riverbed Technology comprou a CACE e se assumiu como o principal patrocinador do Wireshark. O Desenvolvimento da Ethereal foi encerrado, e um aviso de segurança foi enviado aos utilizadores do Ethereal, recomendando a mudança para o Wireshark.
Wireshark ganhou vários prêmios da indústria ao longo dos anos, incluindo eWeek, InfoWorld, e PC Magazine. É também o packet sniffer com a melhor nota no levantamento de ferramentas de segurança de rede feito pelo Insecure.Org e foi o projeto do mês do SourceForge em agosto de 2010.
Combs continua a manter o código geral de Wireshark e a emitir lançamentos de novas versões do software. O site do produto lista mais de 2000 colaboradores.

## O código de cores
O usuário normalmente vê pacotes destacado em verde, azul e preto. Wireshark usa cores para ajudar o utilizador a identificar os tipos de tráfego de relance. Por padrão, o verde é o tráfego TCP, azul escuro é o tráfego DNS, azul claro é o tráfego UDP, e preta identifica os pacotes TCP com problemas - por exemplo, eles poderiam ter sido entregues fora de ordem. Os usuários podem alterar as regras existentes para pacotes de coloração, adicionar novas regras ou remover regras.